# Fasciospongia sinuosa
Fasciospongia sinuosa är en svampdjursart som först beskrevs av Eugen Johann Christoph Esper 1794.  Fasciospongia sinuosa ingår i släktet Fasciospongia och familjen Thorectidae. Inga underarter finns listade i Catalogue of Life.